# 科尔维诺圣奎里科
科尔维诺圣奎里科（義大利語：Corvino San Quirico），是意大利帕维亚省的一个市镇。总面积4.4平方公里，人口1077人，人口密度244.8人/平方公里（2009年）。国家统计（ISTAT）代码为018057。